# FIVB Volleyball Challenger Cup 2022 (damer)
FIVB Volleyball Challenger Cup  2022 utspelade sig mellan 28 och 31 juli 2022 i Zadar i Kroatien. Det var den tredje upplagan av turneringen, som arrangeras av FIVB, och åtta landslag deltog. Kroatien vann turneringen och kvalificerade sig för Volleyball Nations League 2023 genom att besegra Belgien i finalen.. Britt Herbots, Belgien, var främsta poängvinnare med 80 bollpoäng.

## Arenor
|                                                                    |  |  |
|                                                                    |  |  |
| Dvorana Krešimira Ćosića Stad: Zadar Kapacitet: 7 997 Öppnad: 2008 |  |  |

## Format
Tävlingen genomfördes i cupformat med semifinaler, slutspel på tredje plats och final, alla spelade i en direkt avgörande match (värdlaget anges som det bäst rankade laget enligt FIVB:s världsranking. För att bestämma slutplaceringarna rankades lagen enligt deras placering på världsranking..

## Deltagande lag
| Lag              | Kvalificerat genom                        | Deltog senast |
| ---------------- | ----------------------------------------- | ------------- |
| Belgien (12)     | 15:e plats Volleyball Nations League 2022 | Debut         |
| Kamerun (20)     | Ranking CAVB                              | Debut         |
| Colombia (17)    | Ranking CSV                               | Peru 2018     |
| Kroatien         | Värdland                                  | Peru 2019     |
| Frankrike (22)   | 1:a European Golden League 2022           | Debut         |
| Kazakstan (36)   | Ranking AVC                               | Debut         |
| Puerto Rico (18) | Ranking NORCECA                           | Peru 2018     |
| Tjeckien (23)    | Ranking CEV                               | Peru 2019     |

## Turneringen
|  | Kvartsfinaler | Kvartsfinaler |             |          | Semifinaler | Semifinaler |             |                     | Final               | Final |  |
|  |               |               |             |          |             |             |             |                     |                     |       |  |
|  | Kroatien      | 3             |             |          |             |             |             |                     |                     |       |  |
|  | Kroatien      | 3             |             |          |             |             |             |                     |                     |       |  |
|  | Kazakstan     | 0             |             |          |             |             |             |                     |                     |       |  |
|  | Kazakstan     | 0             |             | Kroatien | 3           |             |             |                     |                     |       |  |
|  |               |               |             | Kroatien | 3           |             |             |                     |                     |       |  |
|  |               |               | Puerto Rico | 1        |             |             |             |                     |                     |       |  |
|  | Puerto Rico   | 3             | Puerto Rico | 1        |             |             |             |                     |                     |       |  |
|  | Puerto Rico   | 3             |             |          |             |             |             |                     |                     |       |  |
|  | Kamerun       | 0             |             |          |             |             |             |                     |                     |       |  |
|  | Kamerun       | 0             |             | Kroatien | 3           |             |             |                     |                     |       |  |
|  |               |               |             |          |             |             |             |                     |                     |       |  |
|  |               |               | Belgien     | 1        |             |             |             |                     |                     |       |  |
|  | Belgien       | 3             | Belgien     | 1        |             |             |             |                     |                     |       |  |
|  | Belgien       | 3             |             |          |             |             |             |                     |                     |       |  |
|  | Tjeckien      | 0             |             |          |             |             |             |                     |                     |       |  |
|  | Tjeckien      | 0             |             | Belgien  | 3           |             |             | Match om tredjepris | Match om tredjepris |       |  |
|  |               |               |             | Belgien  | 3           |             |             |                     |                     |       |  |
|  |               |               | Colombia    | 1        |             |             |             |                     |                     |       |  |
|  | Colombia      | 3             | Colombia    | 1        |             |             | Puerto Rico | 3                   |                     |       |  |
|  | Colombia      | 3             |             |          |             |             | Puerto Rico | 3                   |                     |       |  |
|  | Frankrike     | 2             |             |          | Colombia    | 1           |             |                     |                     |       |  |

### Kvartsfinaler
| 28 juli 2022 Dvorana Krešimira Ćosića, Zadar Speltid: 1h:19 - Åskådare: 200   | Belgien     | 3 - 0 | Tjeckien  | 25-18, 25-23, 25-15               |
| 28 juli 2022 Dvorana Krešimira Ćosića, Zadar Speltid: 1h:19 - Åskådare: 1 232 | Kroatien    | 3 - 0 | Kazakstan | 25-20, 25-15, 25-20               |
| 29 juli 2022 Dvorana Krešimira Ćosića, Zadar Speltid: - Åskådare:             | Colombia    | 3 - 2 | Frankrike | 25-17, 25-16, 22-25, 11-25, 16-14 |
| 29 juli 2022 Dvorana Krešimira Ćosića, Zadar Speltid: 0h:00 - Åskådare: 0     | Puerto Rico | 3 - 0 | Kamerun   | 25-0, 25-0, 25-0                  |

### Semifinaler
| 30 juli 2022 Dvorana Krešimira Ćosića, Zadar Speltid: 2h:02 - Åskådare: 2 000 | Colombia | 1 - 3 | Belgien     | 25-21, 20-25, 21-25, 16-25 |
| 30 juli 2022 Dvorana Krešimira Ćosića, Zadar Speltid: 2h:03 - Åskådare: 150   | Kroatien | 3 - 1 | Puerto Rico | 26-24, 25-17, 23-25, 25-17 |

### Match om tredjepris
| 31 juli 2022 Dvorana Krešimira Ćosića, Zadar Speltid: 2h:05 - Åskådare: 150 | Puerto Rico | 3 - 1 | Colombia | 27-25, 23-25, 25-23, 25-18 |

### Final
| 31 juli 2022 Dvorana Krešimira Ćosića, Zadar Speltid: 1h:55 - Åskådare: 2 000 | Kroatien | 3 - 1 | Belgien | 25-20, 21-25, 25-22, 25-21 |

## Slutplaceringar
| Pos | Lag         | Kvalificerat för               |
| --- | ----------- | ------------------------------ |
|     | Kroatien    | Volleyball Nations League 2023 |
|     | Belgien     |                                |
|     | Puerto Rico |                                |
| 4.  | Colombia    |                                |
| 5.  | Frankrike   |                                |
| 6.  | Tjeckien    |                                |
| 7.  | Kazakstan   |                                |
| 8.  | Kamerun     |                                |

## Statistik
| Vunna poäng | Vunna poäng      | Vunna poäng | Vunna poäng |
| Pos.        | Namn             | Poäng       | Lag         |
| ----------- | ---------------- | ----------- | ----------- |
| 1           | Britt Herbots    | 80          | Belgien     |
| 2           | Samanta Fabris   | 75          | Kroatien    |
| 3           | Ana Karina Olaya | 59          | Colombia    |
| 4           | Božana Butigan   | 39          | Kroatien    |
| 5           | Marlies Janssens | 37          | Belgien     |

| Vunna attacker | Vunna attacker       | Vunna attacker | Vunna attacker |
| Pos.           | Namn                 | Poäng          | Lag            |
| -------------- | -------------------- | -------------- | -------------- |
| 1              | Britt Herbots        | 72             | Belgien        |
| 2              | Samanta Fabris       | 67             | Kroatien       |
| 3              | Ana Karina Olaya     | 52             | Colombia       |
| 4              | Dayana Segovia       | 30             | Colombia       |
| 4              | Brittany Abercrombie | 30             | Puerto Rico    |

| Vunna block | Vunna block      | Vunna block | Vunna block |
| Pos.        | Namn             | Poäng       | Lag         |
| ----------- | ---------------- | ----------- | ----------- |
| 1           | Božana Butigan   | 14          | Kroatien    |
| 2           | Neira Ortiz      | 9           | Puerto Rico |
| 3           | Valerín Carabalí | 8           | Colombia    |
| 3           | Marlies Janssens | 8           | Belgien     |
| 5           | Martina Šamadan  | 6           | Kroatien    |

| Serveess | Serveess         | Serveess | Serveess    |
| Pos.     | Namn             | Poäng    | Lag         |
| -------- | ---------------- | -------- | ----------- |
| 1        | Britt Herbots    | 7        | Belgien     |
| 2        | Lucille Gicquel  | 6        | Frankrike   |
| 3        | Samanta Fabris   | 5        | Kroatien    |
| 4        | Manon Stragier   | 4        | Belgien     |
| 4        | Natalia Valentín | 4        | Puerto Rico |